# 弗兰克·盖茨
本·弗兰克·盖茨（英語：Ben Frank Gates，1920年4月12日—1978年7月26日），美国NBA联盟的前职业篮球运动员。